# Adolescenza perversa
Adolescenza perversa è un film del 1974 diretto da José Bénazéraf.
La pellicola ha per protagonisti Femi Benussi e Malisa Longo.

## Trama
La professoressa Mirella Buzzati, reduce da un divorzio, si reca per lavoro a Perugia, ove ha ottenuto la cattedra di matematica in un liceo. Il suo odio per gli uomini, ben evidente nel corso del viaggio in treno e nei contatti con i colleghi maschi, cede prontamente di fronte alla avvenenza di Alain, alunno chiamato il bel tenebroso dalle ragazze del liceo, fidanzato alla coetanea Giorgina, nonché militante di Lotta Continua. Mirella, allo scopo di conquistare l'alunno-idolo, si fa spregiudicata nell'insegnamento, predicando la rivoluzione politica e sessuale; e rovescia pesanti critiche sulla rivale Giorgina. Dopo una breve parentesi parigina, trascorsa con una collega lesbica, la professoressa ritorna, ma non riesce a conquistare l'amore di Alain: ora il ragazzo l'ha conosciuta bene, e per questo la disprezza.